# Solarino
Solarino est une commune de la province de Syracuse, dans la région Sicile, en Italie.

## Administration
| Période                                  | Période  | Identité          | Étiquette          | Qualité |
| ---------------------------------------- | -------- | ----------------- | ------------------ | ------- |
| mai 2002                                 | 2007     | Paolo Burgio      | Forza Italia       |         |
| mai 2007                                 | En cours | Pietro Mangiafico | Casa delle Libertà |         |
| Les données manquantes sont à compléter. |          |                   |                    |         |

### Communes limitrophes
Floridia, Palazzolo Acréide, Priolo Gargallo, Syracuse, Sortino.

### Évolution démographique
Habitants recensés

## Jumelages
- New Britain (États-Unis) ;
- Brunswick (Australie).

## Galerie de photos

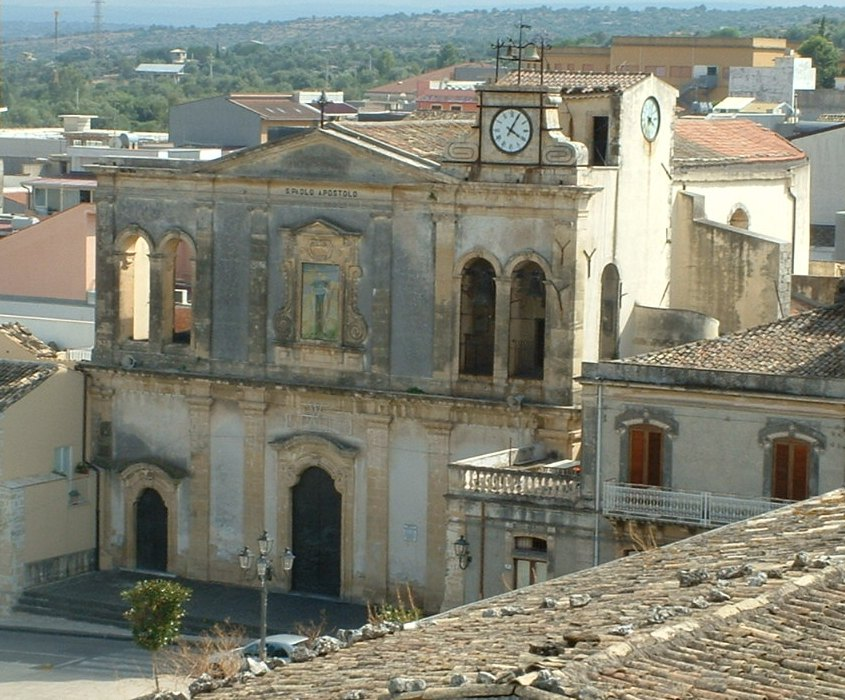
L'église de Saint Paul.
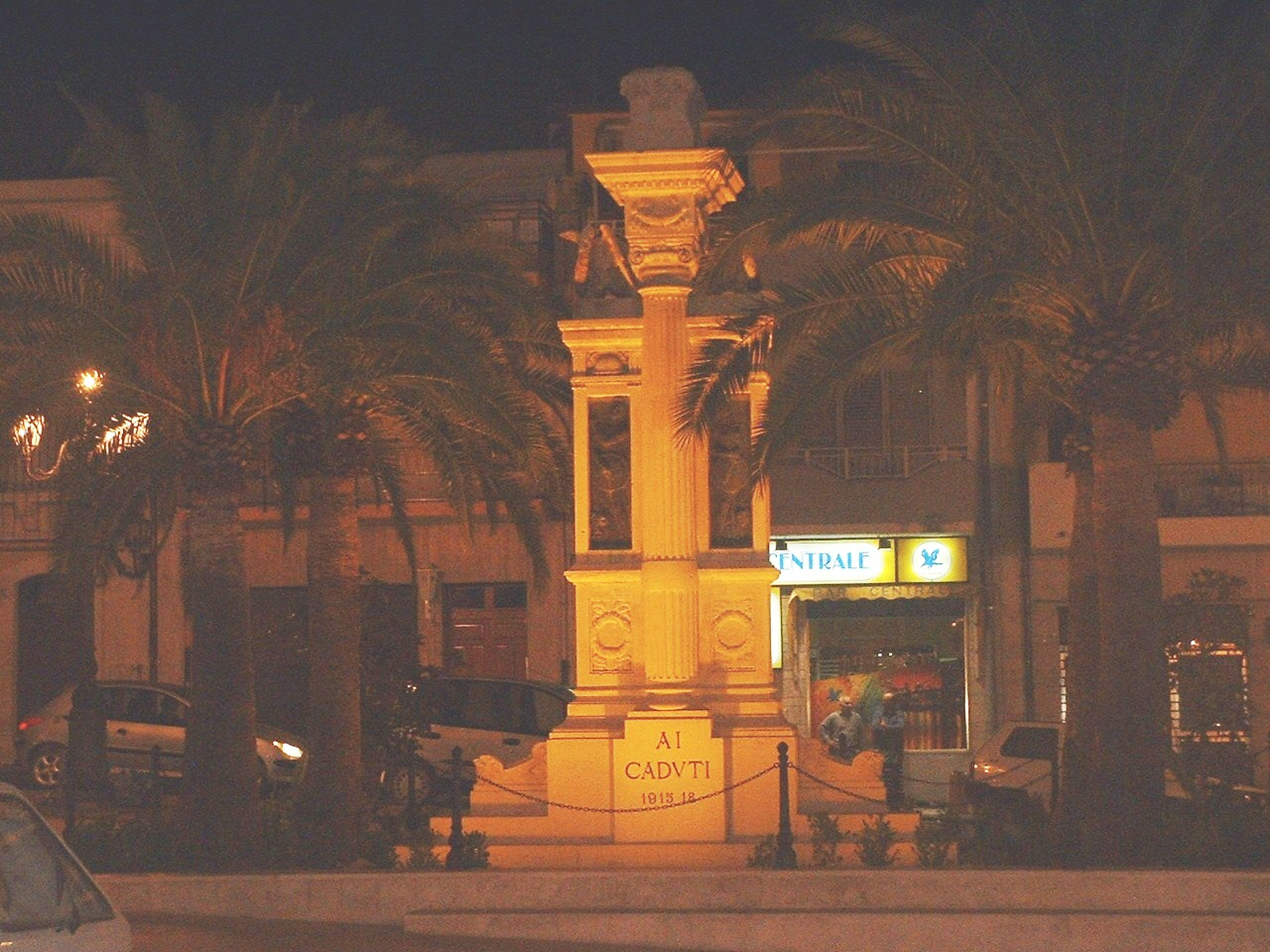
Monumento ai Caduti.
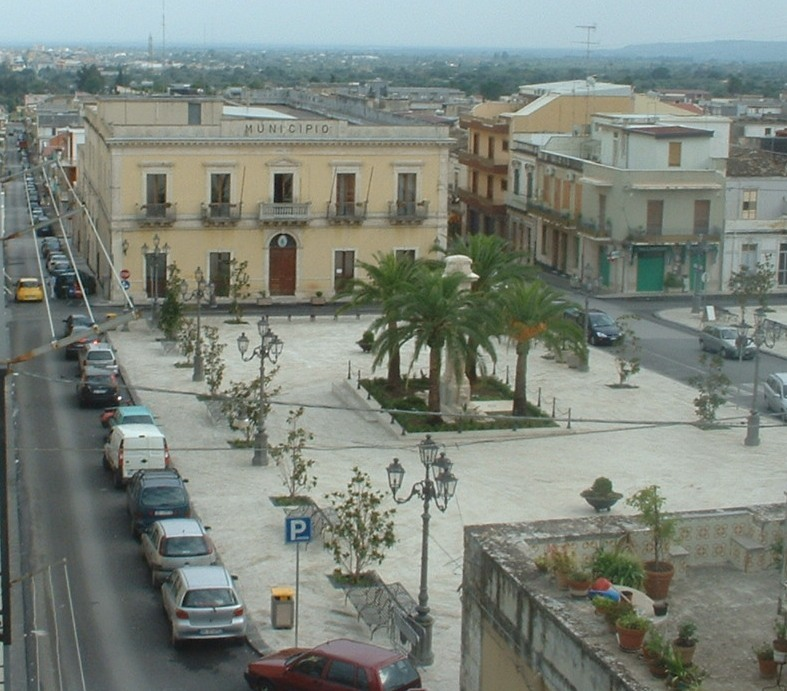
Place du Plebiscite.
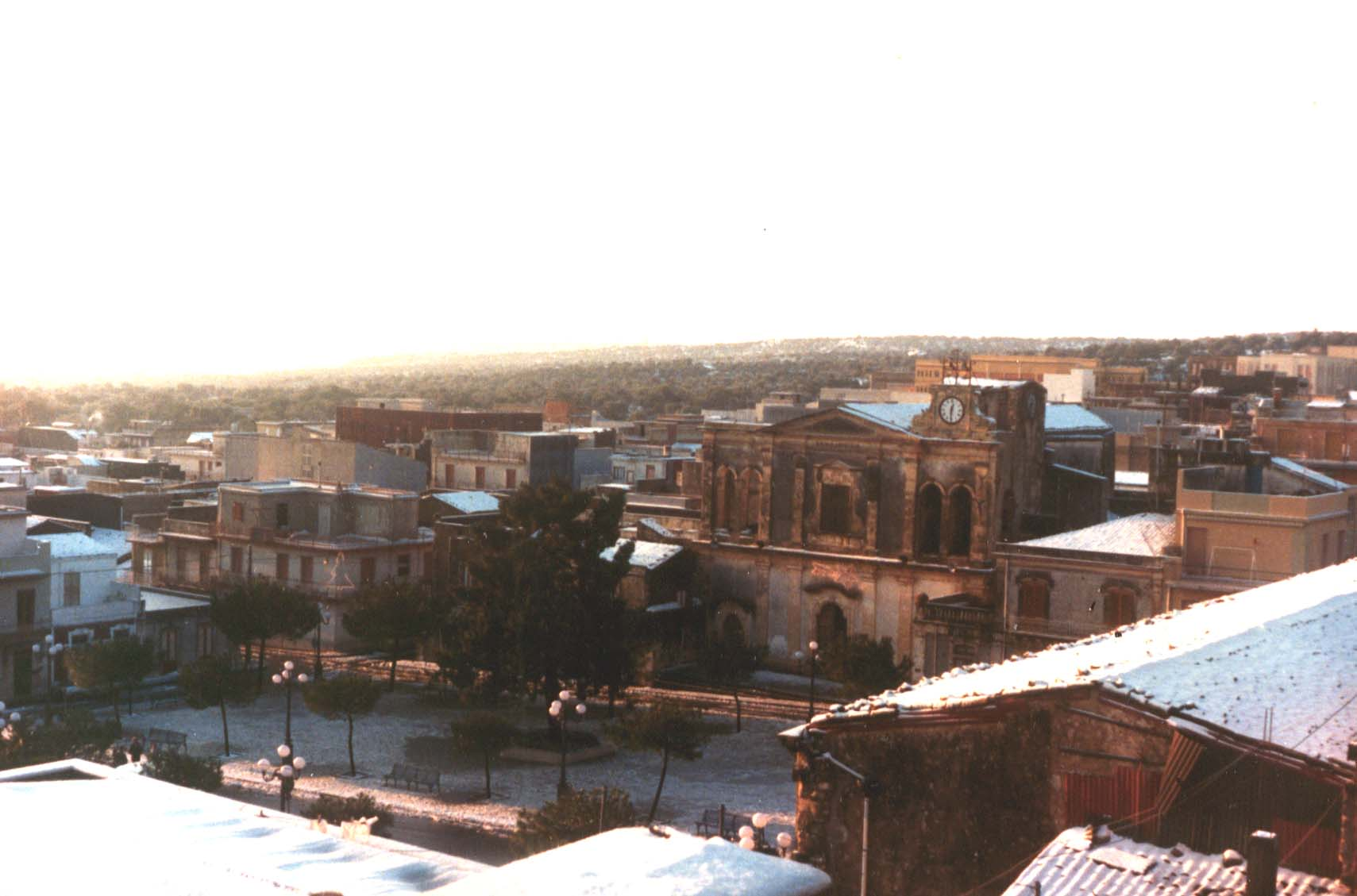
Place du Plebiscite en hiver.
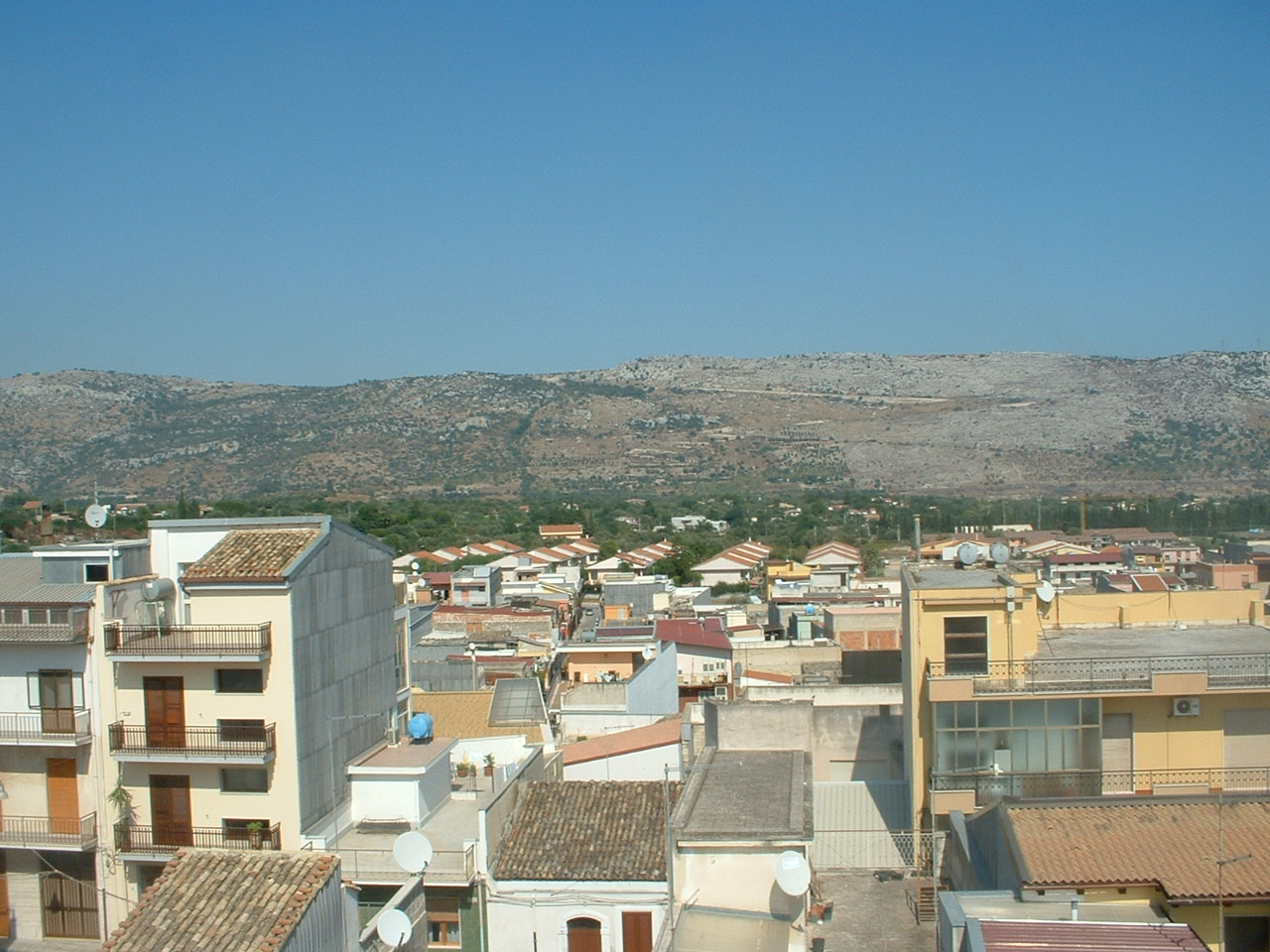
Panorama de la partie nord de Solarino et des Monts Climiti.
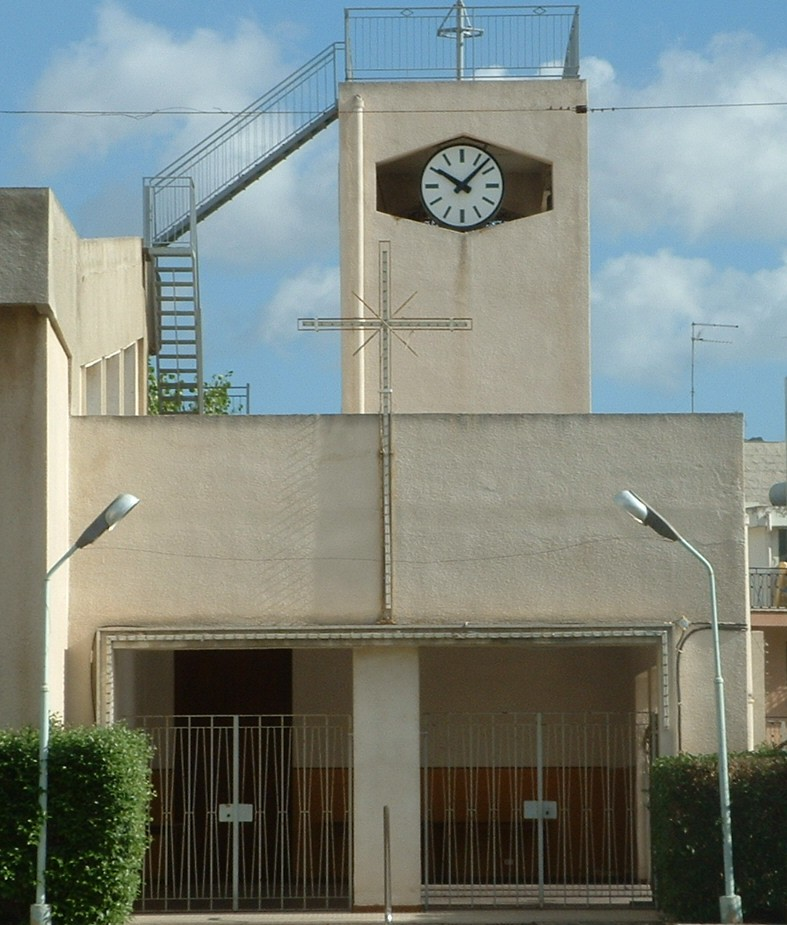
Église de la « Madonna delle Lacrime ».